# O2 Arena (Londres)
Pour les articles homonymes, voir O2 Arena.
L'O2 Arena, aussi dénommé North Greenwich Arena dans le contexte des Jeux olympiques d'été de 2012, est une salle omnisports située dans le complexe du dôme du Millénaire (The O2) à Londres, en Angleterre.

## Histoire
Cette salle omnisports a été construite entre 2003 et 2007, dans le quartier The O2 situé sous le dôme du Millénaire.
Avec une capacité allant jusqu'à 23 000 places, 20 000 places en configuration concert, c'est l'une des plus grandes arènes couvertes en Europe aux côtés de la Manchester Arena, de la Lanxess Arena, de la Belgrade Arena, de l'Arena Pierre-Mauroy, du palais omnisports de Paris-Bercy et Paris La Défense Arena.
Le chanteur pop Prince détient le record du plus grand nombre de spectacles consécutifs à guichets fermés dans la salle : 21 concerts lors de son Earth Tour en 2007.
C'est à l'O2 Arena que le groupe britannique de rock Led Zeppelin s'est reformé pour un concert évènement le 10 décembre 2007.
C'est aussi dans cette salle que le groupe The Shadows a démarré sa dernière tournée mondiale, avec Cliff Richard devant 15 000 fans. Un DVD existe tourné pendant ce spectacle.
C'est également dans cette salle que Michael Jackson devait se produire lors du spectacle This is it à partir de 2009 pour 50 concerts, tous complets, mais la mort de l'artiste avant le début des représentations a eu raison de ce projet.
C'est dans cette salle qu'a eu lieu la finale des Masters de tennis masculin depuis 2009, et jusqu'en 2020. La compétition se déroule depuis l'édition 2021 au Pala Alpitour de Turin.
L'O2 Arena a par ailleurs accueilli le retour sur scène et la reformation des Monty Python pour 10 spectacles en juillet 2014, qui marquèrent la fin du groupe.
Madonna s'y produit dans le cadre de sa tournée Rebel Heart Tour, les 1er et 2 décembre 2015.
Genesis y joue le dernier concert de son histoire le 26 mars 2022.
Le joueur de tennis Roger Federer y joue le dernier match de sa carrière le 25 septembre 2022 à l'occasion de la Laver Cup 2022.
La chanteuse Madonna s'y produit à nouveau dans le cadre de sa tournée The Celebration Tour, du 14 au 18 octobre 2023 ainsi que les 5 et 6 décembre 2023.

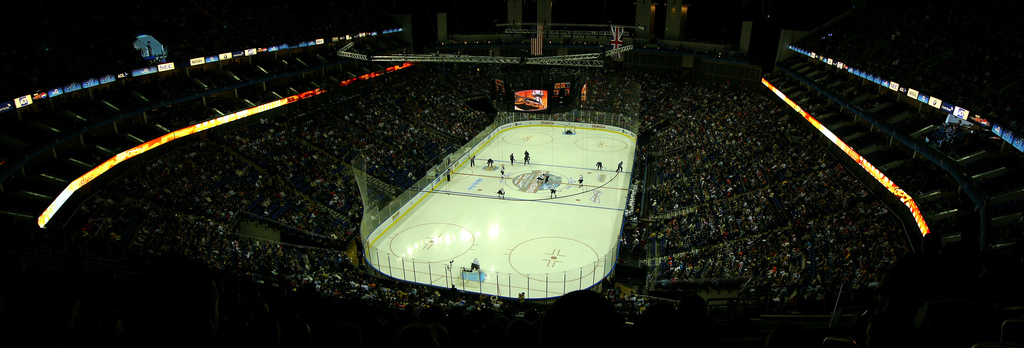
Panorama de la salle lors d'un match de hockey sur glace.

L'O2 Arena accueillera également les Worlds 2024 de League Of Legends.